# Sedco 445 (schip, 1971)
De Sedco 445 was een boorschip dat in 1971 werd gebouwd voor Sedco door Mitsui Engineering & Shipbuilding. Sedco ontwierp het met Shell en Earl & Wright en het was uitgerust met een dynamisch positioneringssysteem (DP). De naam volgde uit de lengte van 445 voet, 135,6 meter.
Shell had tien jaar eerder de Eureka laten bouwen en dit was het eerste schip met DP. Dit schip beperkte zich echter tot kernboring, omdat de techniek nog te vaak uitviel om olieboring veilig uit te kunnen voeren. De Sedco 445 was het eerste boorschip dat geschikt was voor olieboring op DP. Naast de twee voortstuwers beschikte het over elf roerpropellers. Het was het eerste DP-schip waarbij de windsensoren voorwaartsgekoppeld in het DP-systeem werden gebracht, zodat het systeem kon anticiperen op windstoten voordat het schip uit positie werd geblazen.
In 1990 werd het herdoopt als Foresight Driller II, in 1994 Flex L.D. en in 1995 Deepsea Worker.
In 1997 werd het Peregrine VII en in 1999 werd het verlengd tot 168 meter en verbreed tot 26,3 meter. In 2000 werd het schip Deepwater Navigator gedoopt. In 2016 werd het schip gesloopt.